# Ruth Ladenheim
Ruth Graciela Ladenheim es una química, consultora tecnológica y funcionaria pública argentina. Es doctora en química de la Universidad de Buenos Aires y Máster en Economía y Finanzas del Instituto de Estudios Políticos de París. Fue Secretaria de Planeamiento del Ministerio de Ciencia, Tecnología e Innovación de Argentina (2007-2015).

## Biografía

### Formación académica
Ladenheim realizó sus estudios secundarios en el Colegio Nacional de Buenos Aires del que egresó en 1976.
Se graduó como Doctora en Ciencias Químicas con mención sobresaliente, de la Facultad de Ciencias Exactas y Naturales, de la Universidad de Buenos Aires (UBA) en 1985. Realizó un Máster en Economía y Finanzas (MBA) en el Instituto de Estudios Políticos de París (Francia 1992-1994).

### Trayectoria académica y profesional
Entre 1981 y 1992 desarrolló su carrera como investigadora, enfocándose en biotecnología y biología molecular. En la Argentina se desempeñó en el Instituto de Biología y Medicina Experimental (IBYME – CONICET) donde realizó su tesis de doctorado (1981-1985). A partir de 1985 continuó su carrera de investigación en Francia, trabajando en el Instituto Pasteur de París (1985-1990) y en el Instituto Cochin de Genética Molecular (1986-1992).
En 1995 pasó al ámbito empresarial, enfocándose en comunicación corporativa y comercialización en la industria farmacéutica. Entre 1995 y 2000 trabajó en Johnson & Johnson de Argentina, donde llegó a ser Gerente de Unidad de Negocios en Dermatología. Entre 2001 y 2002 fue profesora de marketing estratégico para cuadros gerenciales en el Instituto para el Desarrollo Empresarial de la Argentina (IDEA) y docente en el postgrado de Costos para la Industria Farmacéutica de la Universidad de Belgrano. Asimismo, se desempeñó como consultora especializada en empresas tecnológicas.
En 2002 regresó al ámbito público, esta vez para ocupar un cargo vinculado a la gestión institucional. Entre 2002 y 2003 fue subsecretaria de Vinculación Tecnológica de la Facultad de Ciencias Exactas y Naturales de la Universidad de Buenos Aires (UBA). Allí participó en el desarrollo y puesta en marcha del proyecto de incubadora de empresas INCUBACEN.

### Trayectoria en la función pública
Entre 2003 y 2007 fue coordinadora de la Unidad de Promoción Institucional en la Agencia Nacional de Promoción Científica y Tecnológica.
En el año 2007, la presidenta Cristina Fernández de Kirchner creó el Ministerio de Ciencia, Tecnología e Innovación Productiva de la Nación; en ese momento asumió como Secretaria de Planeamiento y Políticas en el Ministerio de Ciencia, Tecnología e Innovación Productiva de la República Argentina.
La secretaría a su cargo elaboró el “Plan Nacional de Ciencia, Tecnología e Innovación: Argentina Innovadora 2020”, instrumento que establece los lineamientos de política científica, tecnológica y de innovación en Argentina.

"Los científicos argentinos están comprendiendo que también tienen un rol social que cumplir y que es importante que, para que la sociedad valide esta inversión que el Estado hace en investigación científica, el científico tiene que poder aportar y colaborar con el tejido productivo e industrial. Poder colaborar con la posibilidad de crear nuevas empresas de base tecnológica y con ofrecer servicios".